# キューブリック山
キューブリック山 (Kubrick Mons) は、冥王星の衛星カロンにある山。
ヴァルカン高原の窪地から隆起している。裾野の直径は20キロメートルから25キロメートル、高さは3キロメートルから4キロメートルである。
キューブリック山がどのようにして形成されたのかは不明である。氷の火山であると考えられており、周囲の窪地は地下にあった水やアンモニアが圧縮されて発生したと推測されている。
キューブリック山という名前は、SF映画監督スタンリー・キューブリックにちなんで付けられた。